# Sam Steel
Sam Steel, född 3 februari 1998, är en kanadensisk professionell ishockeyforward som spelar för Anaheim Ducks i National Hockey League (NHL). Han har tidigare spelat för San Diego Gulls i American Hockey League (AHL) och Regina Pats i Western Hockey League (WHL).
Steel draftades av Anaheim Ducks i första rundan i 2016 års draft som 30:e spelare totalt.

## Statistik
| 2010–2011  | Strathcona Warriors     |            | 11  | 17  | 15  | 32  | 0  | —  | —  | —  | —  | —  |
| 2011–2012  | Sherwood Park Flyers    | AMBHL      | 33  | 26  | 24  | 50  | 10 | 3  | 2  | 6  | 8  | 2  |
| 2012–2013  | Sherwood Park Flyers    | AMBHL      | 31  | 52  | 52  | 104 | 16 | 5  | 3  | 8  | 11 | 0  |
|            | Sherwood Park Squires   | AMMHL      | 3   | 5   | 3   | 8   | 0  | —  | —  | —  | —  | —  |
| 2013–2014  | Sherwood Park Kings     | AMHL       | 14  | 7   | 16  | 23  | 8  | 3  | 2  | 1  | 3  | 0  |
|            | Sherwood Park Crusaders | AJHL       | 1   | 0   | 0   | 0   | 0  | —  | —  | —  | —  | —  |
|            | Regina Pats             | WHL        | 5   | 0   | 0   | 0   | 0  | 2  | 0  | 0  | 0  | 0  |
| 2014–2015  | Regina Pats             | WHL        | 61  | 17  | 37  | 54  | 16 | —  | —  | —  | —  | —  |
| 2015–2016  | Regina Pats             | WHL        | 72  | 23  | 47  | 70  | 24 | 12 | 6  | 10 | 16 | 4  |
| 2016–2017  | Regina Pats             | WHL        | 66  | 50  | 81  | 131 | 40 | 23 | 11 | 19 | 30 | 8  |
| 2017–2018  | Regina Pats             | WHL        | 54  | 33  | 50  | 83  | 18 | 7  | 1  | 10 | 11 | 2  |
| 2018–2019  | Anaheim Ducks           | NHL        | 22  | 6   | 5   | 11  | 8  | —  | —  | —  | —  | —  |
|            | San Diego Gulls         | AHL        | 53  | 20  | 21  | 41  | 24 | 16 | 6  | 7  | 13 | 8  |
| 2019–2020  | Anaheim Ducks           | NHL        | 65  | 6   | 16  | 22  | 20 | —  | —  | —  | —  | —  |
| NHL totalt | NHL totalt              | NHL totalt | 87  | 12  | 21  | 33  | 28 | —  | —  | —  | —  | —  |
| WHL totalt | WHL totalt              | WHL totalt | 258 | 123 | 215 | 338 | 98 | 44 | 18 | 39 | 57 | 14 |

### Internationellt
| Källa: Uppdaterad: 2018-10-04 | Källa: Uppdaterad: 2018-10-04 | Källa: Uppdaterad: 2018-10-04 |         | Utv = Utvisningsminuter | Utv = Utvisningsminuter | Utv = Utvisningsminuter | Utv = Utvisningsminuter | Utv = Utvisningsminuter |
| År                            | Lag                           | Mästerskap                    | Matcher | Mål                     | Assists                 | Poäng                   | Utv                     |                         |
| ----------------------------- | ----------------------------- | ----------------------------- | ------- | ----------------------- | ----------------------- | ----------------------- | ----------------------- | ----------------------- |
| 2015                          | Kanada                        | Ivan Hlinka                   | 4       | 1                       | 2                       | 3                       | 2                       |                         |
| 2018                          | Kanada                        | JVM                           | 7       | 4                       | 5                       | 9                       | 0                       |                         |
| Junior totalt                 | Junior totalt                 | Junior totalt                 | 16      | 6                       | 9                       | 15                      | 6                       |                         |